# Olivier Becht
Olivier Becht (ur. 28 kwietnia 1976 w Strasburgu) – francuski polityk z partii Agir, który od 2022 pełni funkcję ministra delegowanego handlu zagranicznego, atrakcyjności i obywateli francuskich za granicą w rządzie premier Élisabeth Borne. Od wyborów 2017 do 2022 r. był członkiem Zgromadzenia Narodowego Francji, reprezentującym departament Górny Ren. W latach 2008–2017 był burmistrzem gminy Rixheim w Alzacji.
W Zgromadzeniu Narodowym Becht był członkiem Komisji Obrony. Pełniąc tę funkcję, był współautorem (wraz ze Stéphane Trompille) raportu parlamentarnego na temat obrony kosmicznej w 2019 r., wzywającego Ministerstwo Obrony do zwiększenia swoich zdolności w obliczu mnożenia się konkurentów i potencjalnych wrogów. Był także członkiem francuskich parlamentarnych grup przyjaźni z Niemcami, Japonią i Rumunią.